# Suomenlinna
Suomenlinna (do 1918 Viapori) ali Sveaborg je naseljena morska trdnjava, sestavljena iz osmih otokov, od katerih je bilo šest utrjenih; je približno 4 km jugovzhodno od središča Helsinkov, glavnega mesta Finske. Suomenlinna je priljubljena med turisti in domačini, ki jo uživajo kot slikovito izletniško mesto. Prvotno imenovan Sveaborg (grad Švedov) ali Viapori, kot ga imenujejo finsko govoreči Finci, je bil leta 1918 zaradi patriotskih in nacionalističnih razlogov preimenovan v finščini v Suomenlinna (grad Finske), čeprav je še vedno znan po izvirnem imenu na Švedskem in s strani švedsko govorečih Fincev. Zaradi svoje strateške geografske lege je bil včasih znan kot severni Gibraltar.
Švedska krona je leta 1748 začela graditi trdnjavo kot zaščito pred ruskim ekspanzionizmom. Splošno odgovornost za utrdbena dela je dobil Augustin Ehrensvärd. Na prvotni načrt bastijonske trdnjave so močno vplivale zamisli Vaubana, najpomembnejšega vojaškega inženirja tistega časa, in načela utrdbe v slogu zvezdaste utrdbe, čeprav prilagojene skupini skalnatih otokov. Suomenlinna, znana po teh bastijonskih utrdbah, je bila leta 1991 vpisana na Unescov seznam svetovne dediščine.
Med finsko vojno je Švedska 3. maja 1808 trdnjavo predala Rusiji, kar je utrlo pot za okupacijo Finske s strani ruskih sil leta 1809 in nato ustanovitev Velikega vojvodstva Finske ob koncu vojne. Otoki so bili nato uporabljeni kot baza za rusko Baltsko floto v prvi svetovni vojni, pri čemer je Rusija leta 1915 začela graditi Krepost Sveaborg. Ruske sile so ga zapustile, potem ko je Finska leta 1917 razglasila svojo popolno neodvisnost. Finska je nato upravljala Suomenlinno prek ministrstva za obrambo dokler leta 1973 večino tega niso predali civilnemu nadzoru.

## Geografija
Okrožje Suomenlinna v Helsinkih leži jugovzhodno od središča Helsinkov in je sestavljeno iz osmih otokov. Pet otokov je povezanih bodisi z mostovi bodisi s peščenim mostom. Länsi-Mustasaari (švedsko Västersvartö) je premoščen do Pikku Mustasaari (švedsko Lilla Östersvartö), ki je premoščen do Iso Mustasaari (švedsko Stora Östersvartö), ki je premoščen do Susisaari (švedsko Vargö), ki je bil povezan s Susiluoto (švedsko Vargskär) z zapolnitvijo ločevalne vodne poti v ruskem obdobju. Ta otok, ki ima največjo koncentracijo utrdb, so med gradnjo Švedske preimenovali v Gustavssvärd (meč kralja Gustava) (finsko Kustaanmiekka). Trije nepovezani otoki so Särkkä (švedsko Långören), Lonna (švedsko Lonnan) in Pormestarinluodot (švedsko Borgmästargrundet). Skupna površina zemljišča je 80 hektarjev. Namesto običajne finske poštne sheme naslavljanja (sestavljene iz imena ulice in hišne številke) so naslovi v Suomenlinni sestavljeni iz črkovne kode za otok in potem hišna številka. Na primer, C 83 je hiša št. 83 na so-Mustasaari (koda C). Poštna številka za okrožje Suomenlinna je 00190.

## Zgodovina

### Švedska doba

#### Ozadje
Na začetku velike severne vojne je Rusija izkoristila švedsko šibkost v Ingriji (švedsko Ingermanland) in zavzela območje blizu reke Neve ter švedski utrdbi Nyen in Nöteborg, zgrajeni za njegovo zaščito. Leta 1703 je Peter Veliki ustanovil svojo novo prestolnico, Sankt Peterburg, v tem najbolj vzhodnem kotu Finskega zaliva. V pristopu do njega je zgradil utrjeno pomorsko oporišče Kronstadt. Rusija je kmalu postala pomorska sila s katero je bilo treba računati v Baltskem morju. Razmere so predstavljale grožnjo Švedski, ki je bila do takrat prevladujoča sila na Baltiku. To je bilo vidno dokazano z uporabo pomorskih sil pri ruskem zavzetju Viborga leta 1710. Glavno švedsko pomorsko oporišče v Karlskroni je bilo predaleč na jugu, da bi zadostilo novim potrebam Švedske po mornarici v 18. stoletju, kar je pogosto povzročilo da so švedske ladje dosegle obalo Finske šele potem, ko so ruske ladje in čete bodisi začele ali zaključile spomladanske akcije.
Pomanjkanje obalne obrambe se je močno občutilo z ruskim izkrcanjem v Helsingforsu spomladi 1713 in neuspehom Švedske pri blokadi polotoka Hanko leta 1714. Ruska pomorska kampanja proti švedski obali proti koncu velike severne vojne je nadalje orisala potrebo za razvoj finske obalne obrambe. Takoj po koncu vojne so na Švedskem začeli izvajati prve načrte za izgradnjo arhipelaške flote in baze za njeno delovanje na Finskem. Vendar pa se v zvezi s Sveaborgom ni zgodilo nič do konca rusko-švedske vojne 1741–1743. Utrdbe v Hamini in Lappeenranti so ostale nedokončane, medtem ko so Hämeenlinno zgradili v oskrbovalno bazo. Pomanjkanje sredstev, nepripravljenost nameniti sredstva za obrambo Finske in prepričanje (nastalo tik pred vojno), da bo Rusija odrinjena od Baltskega morja, so bili glavni vzroki za pomanjkanje napredka.
Naslednja rusko-švedska vojna 1741–1743, ki se je hitro spremenila iz švedskega napada v rusko okupacijo Finske, je znova poudarila pomen razvoja utrdb na Finskem. Pomanjkanje operativne baze za pomorske sile je švedski mornarici otežilo delovanje na tem območju. Tudi druge evropske države so bile zaskrbljene nad dogajanjem v zvezi z Rusijo, zlasti Francija, s katero je Švedska sklenila vojaško zavezništvo. Po dolgi razpravi se je švedski parlament leta 1747 odločil, da bo utrdil rusko mejo in ustanovil pomorsko bazo v Helsingforsu kot nasprotje Kronstadtu. Augustin Ehrensvärd (1710–1772), mladi podpolkovnik, je dobil odgovornost za načrtovanje trdnjav in vodenje gradbenih del.

#### Gradnja
Švedska je začela graditi trdnjave januarja 1748. Ehrensvärdov načrt je vseboval dve utrdbi: morsko trdnjavo v Svartholmu blizu majhnega mesta Lovisa ter večjo morsko trdnjavo in pomorsko bazo (Sveaborg) v Helsingforsu. Ehrensvärdova zasnova za Sveaborg je imela dva glavna vidika: niz neodvisnih utrdb na več povezanih otokih in v samem središču kompleksa mornariško pristanišče. Poleg same otoške trdnjave bi proti morju obrnjene utrdbe na celini zagotovile, da sovražnik ne bi mogel pridobiti obale, s katere bi lahko izvajal napade na morsko utrdbo. Načrt je bil tudi zaloga streliva za celoten finski kontingent švedske vojske in švedske kraljeve mornarice. Narejeni so bili dodatni načrti za utrjevanje polotoka Hanko, ki pa so bili odloženi.
Gradnja, ki se je začela v začetku leta 1748, se je širila in do septembra je trdnjave gradilo približno 2500 mož. Sprva so bili vojaki nastanjeni v obokih utrdb, častniki pa so imeli posebej zgrajene prostore, vključene v baročno mestno kompozicijo celotnega načrta. Najbolj ambiciozen načrt je ostal le napol dokončan: baročni trg na Iso Mustasaari, delno zasnovan po vzoru trga Place Vendôme v Parizu. Ko so gradbena dela napredovala, je bilo zgrajenih več stanovanjskih stavb, mnoge so sledile obliki utrdbenih linij. Ehrensvärd in nekateri drugi častniki so bili navdušeni umetniki, ki so izdelovali oljne slike, ki so predstavljale pogled na življenje v trdnjavi med njeno gradnjo in dajale vtis živahne trdnjavske skupnosti.
Zaradi ponavljajočih se ruskih groženj v letih 1749 in 1750 je bilo več truda vloženega v otoške utrdbe na račun tistih na celini, da bi lahko zagotovili varno bazo za delovanje švedskih pomorskih enot ob finski obali. Z uporabo vojaškega garnizona na Finskem kot delovne sile se je gradnja nadaljevala z več kot 6000 delavci leta 1750. Utrdbe v Gustavssvärdu so bile dokončane leta 1751, glavne utrdbe na Vargöju pa so bile pripravljene leta 1754. Trdnjava je bila v celoti delujoča, čeprav nedokončana. Ti dosežki niso zmanjšali hitrosti gradnje in leta 1755 je 7000 delavcev gradilo utrdbe zunaj Helsingforsa, ki je imel takrat okoli 2000 prebivalcev. Obsežna utrdbena dela na otokih južno od mesta so mu prinesla nov in nepričakovan pomen. Udeležba Švedske v sedemletni vojni je leta 1757 ustavila gradbena prizadevanja, kar je pomenilo tudi konec hitre gradbene faze Sveaborga.
To obdobje v švedski zgodovini je bilo znano kot doba svobode, v katerem je bilo kraljestvo pod okrepljenim parlamentarnim nadzorom, razdeljeno na dve politični stranki, Klobuki in Kape. Ehrensvärda so podpirali Klobuki, zato so ga leta 1766, ko so Klobuki prišli na oblast, razrešili s položaja in ga je zamenjal goreč zagovornik Klobukov Christopher Falkengréen. Po letu 1769, ko so Klobuki ponovno prevzeli oblast, je bil Ehrensvärd ponovno postavljen za poveljnika flote švedskega arhipelaga na Finskem, uradno arméens flotta ('flota vojske'), in se vrnil v Sveaborg. Ob Ehrensvärdovi smrti leta 1772 pri utrdbah ni bil dosežen dodaten napredek. Prizadevanja za izboljšanje trdnjave so se nadaljevala pod Jakobom Magnusom Sprengtportenom, vendar je bil njegov mandat prekinjen zaradi nesoglasij s kraljem Gustavom III. Prizadevanja so se ponovno upočasnila, ko so se garnizije zmanjšale, leta 1776 pa je poveljnik Sveaborga poročal, da ne more poskrbeti niti za eno desetino topništva, nameščenega v utrdbi. Tudi na začetku rusko-švedske vojne leta 1788 je Sveaborg ostal v nedokončanem stanju.
Objekti za gradnjo ladij za floto švedskega arhipelaga so bili zgrajeni v Sveaborgu v 1760-ih. Leta 1764 so bile od tam splovljene prve tri arhipelaške fregate. Poleg gradnje utrdb in ladij je Ehrensvärd leta 1770 na lastne stroške v Sveaborgu začel z usposabljanjem mornariških častnikov. Trajalo je do leta 1779, preden so tam formalno ustanovili mornariško vojaško šolo.

#### Storitev
Sveaborg je bil oblikovan in založen v skladu s potrebami flote švedskega arhipelaga in tako ni mogel popraviti in ponovno opremiti švedske bojne flote po bitki pri Hoglandu. V Sveaborgu je bilo ugotovljeno, da primanjkuje zmogljivosti, zlasti na območjih, namenjenih oskrbi bolnikov in ranjencev. Ruski nadzor nad vodami zunaj Sveaborga je praktično blokiral švedsko bojno floto do Sveaborga. S presekanjem obalne morske poti mimo Hangöja so Rusi preprečili pošiljanje zalog s Švedske v Sveaborg. Švedska flota je 20. novembra končno uspela izpluti proti svoji bazi v Karlskroni, ko je Baltsko morje že dovolj močno zamrznilo, da je bilo treba led razžagati, preden so se nekatere ladje lahko premaknile. Flota ni mogla prezimiti v Sveaborgu, ker ni imela naprav in zalog za opremljanje ladij.
Medtem ko je bila pot proti Švedski ponovno odprta konec leta 1788 in v začetku leta 1789, so ruske ladje prekinile povezavo od Sveaborga do Švedske z oblikovanjem blokade pri rtu Porkkala. Sveaborg je bil med vojno najpomembnejša lokacija za gradnjo in opremljanje ladij arhipelaške flote. Kljub naporom je do konca vojne več ladij v Sveaborgu ostalo nedokončanih. Pomen Sveaborga ni ušel Rusom, katerih širok operativni načrt za leto 1790 je vključeval obleganje Sveaborga tako z morja kot s kopnega.{sfnp|Mattila|1983|pp=155–193}}
Po paktu med Aleksandrom I. in Napoleonom je Rusija leta 1808 začela kampanjo proti Švedski in okupirala Finsko. Rusi so v začetku leta 1808 z lahkoto zavzeli Helsingfors in začeli z bombardiranjem trdnjave. Njen poveljnik Carl Olof Cronstedt se je pogajal o prekinitvi ognja. Ko do maja ni prispela nobena švedska okrepitev, se je Sveaborg s skoraj 7000 možmi predal. Razlogi za Cronstedtova dejanja ostajajo nekoliko nejasni; toda brezizhodna situacija, psihološka vojna s strani Rusov, nekateri (morda) podkupljeni svetovalci, strah za življenja velikega števila civilnega prebivalstva, pomanjkanje smodnika in njihova fizična izolacija so nekateri verjetni vzroki za predajo. S pogodbo iz Fredrikshamna leta 1809 je Švedska odstopila svoje vzhodno ozemlje Finske in ustanovljena je bila Velika kneževina Finska, avtonomna država, ki ji je vladal Ruski imperij. Končalo se je švedsko obdobje v finski zgodovini, ki je trajalo kakih sedem stoletij.

### Pod rusko oblastjo
Po prevzemu trdnjave so Rusi začeli z obsežnim programom gradnje, večinoma dodatnih vojašnic, ter razširili pristanišče in okrepili utrdbene linije. Dolgo obdobje miru po prenosu oblasti je prekinila krimska vojna 1853–56. Francosko-britansko-osmansko zavezništvo se je odločilo spopasti z Rusijo na dveh frontah in poslalo anglo-francosko floto v Baltsko morje. Med alandsko vojno je flota dve poletji obstreljevala mesta in utrdbe ob finski obali. Bombardiranje Sveaborga (takrat znanega tudi kot Viapori) s strani sil Richarda Saundersa Dundasa in Charlesa Pénauda 9. in 10. avgusta 1855 je trajalo 47 ur in trdnjava je bila močno poškodovana, vendar jim ni uspelo uničiti ruskih topov. Po bombardiranju anglo-francoska flota ni poslala nobenih vojakov na obalo in je namesto tega odplula proti Kronstadtu.
Po krimski vojni so se v Sveaborgu začela obsežna obnovitvena dela. Na zahodnem in južnem robu otokov je bil zgrajen nov obroč zemeljskih del s topniškimi točkami.
Naslednja stopnja v oborožitvi Sveaborga in Finskega zaliva je prišla med pripravami na prvo svetovno vojno. Trdnjava in njeni okoliški otoki so postali del »pomorske utrdbe Petra Velikega«, namenjene varovanju prestolnice Sankt Peterburg.

### Finsko lastništvo
Po ruski revoluciji leta 1917 je trdnjava postala last popolnoma neodvisne Finske. Po finski državljanski vojni je na otoku obstajalo ujetniško taborišče. Trdnjavo so uradno preimenovali v Suomenlinna (grad Finske) kot del vala nacionalizma.
Suomenlinna, ki ni več zelo praktična kot vojaška baza, je bila leta 1973 predana civilni upravi. Za upravljanje edinstvenega kompleksa je bil ustanovljen neodvisen vladni oddelek, Upravni organ Suomenlinne. Takrat je bilo nekaj razprav o njegovem finskem imenu, pri čemer so nekateri predlagali, da se obnovi staro ime Viapori, vendar je bilo ohranjeno novejše ime. Prisotnost vojske na otokih se je v zadnjih desetletjih drastično zmanjšala. V garniziji Suomenlinna je Mornariška akademija (finsko Merisotakoulu) finske mornarice na Pikku Mustasaari. Suomenlinna še vedno plapola z vojno zastavo ali državno zastavo lastovičjega repa Finske.

## Današnji dan
Suomenlinna je zdaj ena najbolj priljubljenih turističnih znamenitosti v Helsinkih, pa tudi priljubljena točka za piknike prebivalcev mesta. Leta 2009 je Suomenlinno obiskalo rekordnih 713.000 ljudi, večina med majem in septembrom. Na otoku je več muzejev, pa tudi zadnja preživela finska podmornica Vesikko.
Na otokih živi približno 900 stalnih prebivalcev, 350 ljudi pa tam dela vse leto.
V Suomenlinni je kazenska delovna kolonija minimalne varnosti (finsko työsiirtola), katere zaporniki delajo na vzdrževanju in obnovi utrdb. V delovno kolonijo so sprejeti samo prostovoljni jetniki, ki se zavežejo, da ne bodo uporabljali nadzorovanih substanc.
Za širšo javnost v Suomenlinno vse leto vozijo trajekti, leta 1982 pa je bil zgrajen servisni predor za ogrevanje, vodo in elektriko. V začetku 1990-ih je bil predor spremenjen, tako da se lahko uporablja tudi za nujni prevoz.
Prevoz na otok in z otoka je na splošno ustavljen med 03.00 in 06.00 dnevno, sicer pa je reden in pogost.
Suomenlinna je bila znana kot lokacija avantgardne kulture. Sredi 1980-ih je bil na otoku ustanovljen Center nordijskih umetnosti. Več stavb je bilo spremenjenih v umetniške ateljeje, ki jih uprava oddaja po razumnih cenah. Poleti poteka likovna šola za otroke. Predstave poletnega gledališča Suomenlinna redno zberejo polne dvorane.
Med 2. in 6. septembrom 2015 je finska poštna služba izvedla test uporabe dronov za dostavo paketov med Helsinki in Suomenlinno. Paketi so bili omejeni na 3 kg  ali manj, leti pa so bili pod nadzorom pilota.
Na otoku je hostel za popotnike, ki deluje v predelani šolski stavbi, zgrajeni leta 1908 in je služil kot ruska šola (1909-1917), vojaški urad (1918-1919), finska šola (1920-1959) in menza ter zabavišče vojakov (1959-1972).
Cerkev Suomenlinna, zgrajena leta 1854, je bila leta 1929 prilagojena, da je vključevala svetilnik. Tako cerkev kot svetilnik sta še danes aktivna. Svetilnik je bil leta 2019 posodobljen za uporabo LED osvetlitve.

## V literaturi
Finsko-švedski pesnik Johan Ludvig Runeberg je napisal pesem z naslovom Sveaborg, eno od 35 kratkih pesmi, ki skupaj sestavljajo njegov ep Zgodbe praporščaka Ståla.
Sveaborg je omenjen tudi v besedilu himne Gunnarja Wennerberga iz leta 1849 O Gud, som styrer folkens öden ('O Bog, ki krotiš usodo ljudstva'), v kateri je švedska 'stara svoboda' opisana kot »... naša zaščita v mračnih nevarnostih, naša tolažba v vsaki pobeljeni žalosti, naša obramba pred silami hegemona in močnejša od Sveaborga«. Ker so bile te besede napisane štirideset let po švedski predaji Finske Rusiji, ima uporaba Sveaborga kot primerjave namenoma zgodovinske prizvoke.
George R. R. Martin je napisal kratko zgodbo o predaji Viaporija, Trdnjava, ko je bil študent. Objavljena je bila v njegovem zborniku kratkih zgodb iz leta 2007 Dreamsongs.